# Hitomi Watanabe
Hitomi Watanabe (渡辺 瞳?, Watanabe Hitomi; prefettura di Kanagawa, 10 luglio 1985) è una cantante e attrice giapponese, famosa per aver militato nelle YeLLOW Generation.

## Biografia
Hitomi entrò nelle YeLLOW Generation nel 2002; con loro acquisì una grande notorietà usando il nomignolo Hitomi (ヒトミ?), registrando e pubblicando in totale due album e nove singoli, prima del loro scioglimento nel 2006. Hitomi era la più giovane delle tre cantanti, oltre che quella con minor spazio solista nei brani. 
 Dopo lo scioglimento del gruppo Hitomi divenne un'attrice firmandosi col suo nome completo, Hitomi Watanabe (渡辺 瞳?), comparendo in film, fiction televisive e spot pubblicitari.

## Discografia

### Con le YeLLOW Generation

#### Album in studio
- CARPE DIEM (2002)
- Life-sized Portrait (2005)

#### Raccolte
- GOLDEN☆BEST YeLLOW Generation (2010)

#### DVD
- Kitakaze to Taiyō PV Collection '02 summer (2002)
- Lost Generation PV Collection '02 spring (2002)
- YeLLOW Generation Music Video Collection vol.3 (2005)

#### Singoli
- Lost Generation (2002)
- Kitakaze to Taiyō (2002)
- CARPE DIEM ~Ima, kono Shunkan o Ikiru~ (2002)
- Utakata (2003)
- Yozora ni Saku Hana ~eternal place~ (2003)
- Tobira no Mukō e (2004)
- YELLOW (2005)
- Tritoma (2005)
- Dual (2005)

## Filmografia

### Film
- OJI ~hentekorin'na wan paku ojisan~ (OJI～ヘンテコリンなわんぱくおじさん～?) (2007)
- Kuroko no Jō kokorozashi (黒子ノ譲志?) (2008)

### Serie tv
- Getsuyō gōruden (月曜ゴールデン?) (2006 - in corso)
- Kyōto e okoshiyasu! (京都へおこしやす!?) (2008)
- Doyō waido gekijō (土曜ワイド劇場?) (2009 - in corso)